# فرنسيس ريختر
فرنسيس ريختر (بالإنجليزية: Francis Richter)‏ هو صحفي أمريكي، ولد في 26 يناير 1854 في فيلادلفيا في الولايات المتحدة، وتوفي بنفس المكان في 12 فبراير 1926 بسبب ذات الرئة.